# Mungindi Airport
Mungindi Airport är en flygplats i Australien. Den ligger i kommunen Moree Plains och delstaten New South Wales, i den sydöstra delen av landet, omkring 580 kilometer norr om delstatshuvudstaden Sydney.
Trakten runt Mungindi Airport är nära nog obefolkad, med mindre än två invånare per kvadratkilometer.. Närmaste större samhälle är Mungindi, nära Mungindi Airport.
Omgivningarna runt Mungindi Airport är i huvudsak ett öppet busklandskap. Genomsnittlig årsnederbörd är 511 millimeter. Den regnigaste månaden är februari, med i genomsnitt 98 mm nederbörd, och den torraste är oktober, med 8 mm nederbörd.